# Équipe du Maroc de football A'
Ne doit pas être confondu avec Équipe du Maroc de football.
Maillots
L'équipe du Maroc de football U23 Locaux' (en arabe : منتخب المغرب لكرة القدم للمحليين), anciennement équipe réserve ou équipe B, créée en 1979, est l'équipe nationale qui représente le Maroc dans les compétitions continentales et régionales masculines de football, sous l'égide de la Fédération royale marocaine de football (FRMF). Elle sélectionne uniquement les joueurs évoluant dans le championnat local. Ces derniers, composant cette équipe, sont traditionnellement appelés les Lions de l'Atlas. La FIFA comptabilise ses matchs en tant que matchs internationaux A et ne distingue pas l'équipe première de l'équipe A'.
Dans le cadre de la création du CHAN, la sélection est relancée. Elle remporte son premier titre à l'occasion de la Coupe arabe des nations 2012, avec Yassine Salhi qui termine le parcours en tant que meilleur buteur (7). Deux années plus tard, en 2014, le Maroc A' participe à son premier championnat d'Afrique des nations qui a lieu en Afrique du Sud, atteignant les quarts de finale. Le Maroc A' remporte quelques années plus tard l'édition CHAN 2018 et 2020. L'attaquant Ayoub El Kaabi, qui est champion lors de ces deux éditions, détient le record du meilleur buteur de l'histoire de la compétition depuis sa fondation (13).
À partir de 2022, la FRMF décide d'engager pour le Maroc A' uniquement les joueurs locaux âgés de moins de 23 ans. C'est l'équipe du Maroc olympique qui prend alors le relai pour les Coupe arabe des nations et les championnats d'Afrique des nations, jusqu'en juillet 2025 où la fédération marocaine décide de réouvrir la porte aux joueurs locaux de plus de 23 ans.

## Histoire

### Premières apparitions officieuses (1979-1998)

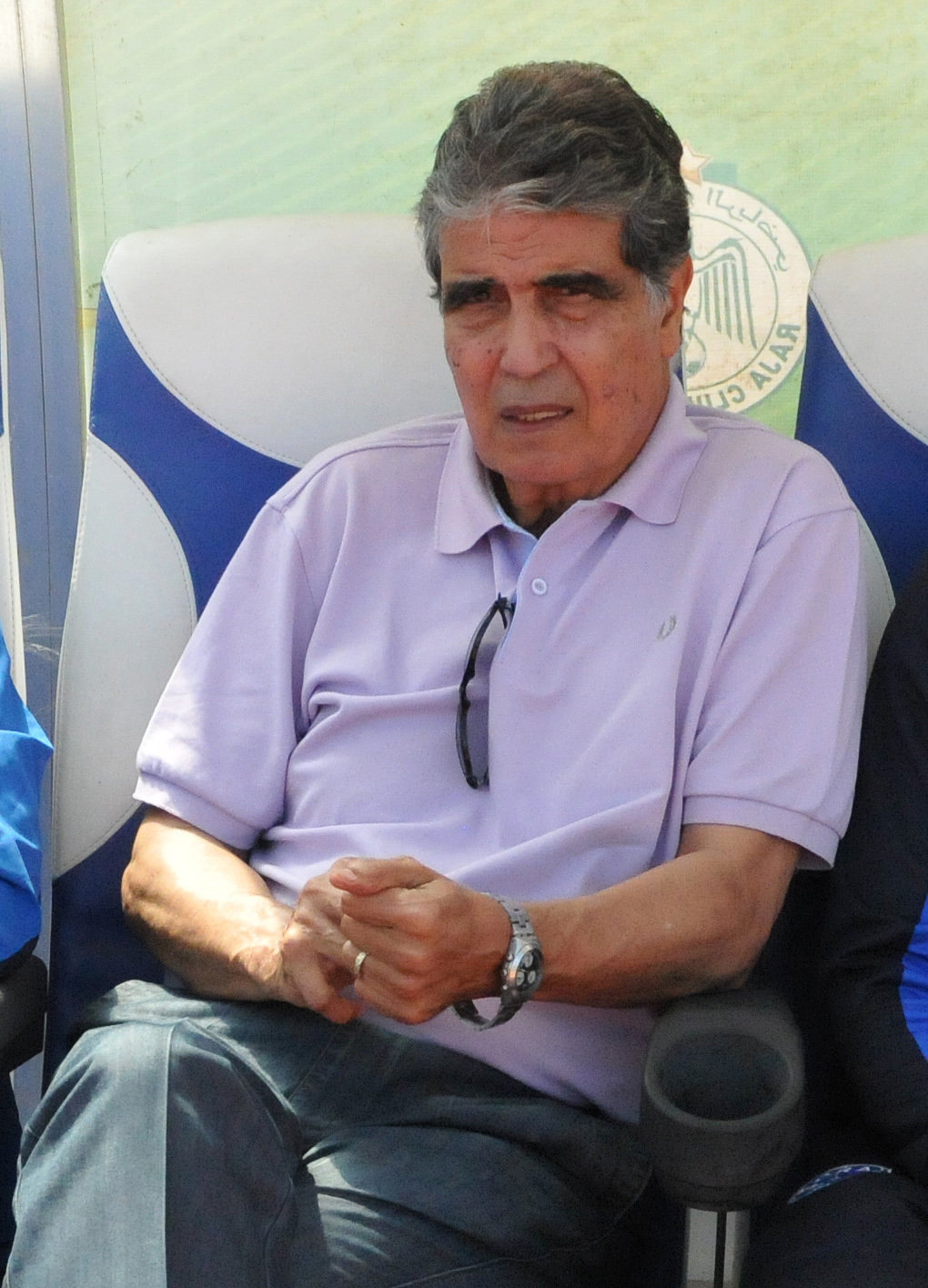
Hamadi Hamidouch (ici en 2013), est le premier à entraîner le Maroc A' en 1979.

L'équipe du Maroc A', anciennement appelé l'équipe réserve ou l'équipe B, commence ses activités en 1979 avec l'entraîneur Hamadi Hamidouch. Cet entraîneur combine son poste de sélectionneur avec le poste d'entraîneur du Club omnisports de Meknès, club évoluant en Botola Pro. L'équipe du Maroc A' est motivée par la Fédération royale marocaine de football et son ancien président Fadoul Benzeroual. Les qualifications de la Coupe arabe des nations étaient jusque 1979 disputés par l'équipe première du Maroc. 
De 1979 à 1988, cette sélection composée uniquement de joueurs du championnat local, jouait au moins un match par an face à des sélections étrangères A ou B. En plus de ces matchs quasi officiels, l'équipe du Maroc réserve jouait également des matchs face à des clubs marocains. En 1982, Hamadi Hamidouch cède son poste pour le sélectionneur français Valenté, jusqu'en 1984, qui lui cède sa place à José Faria, qui combine un double poste de sélectionneur de l'équipe première, mais également de l'équipe A'. 

### Relance dans le cadre de l'institution du CHAN et débuts difficiles (2009-2016)
En 2009, le premier format de Championnat d'Afrique des nations fait son apparition sur le continent africain, pour les équipes nationales sélectionnant uniquement les joueurs évoluant dans le championnat local. Ne prenant pas part à l'édition 2009 en Côte d'Ivoire et 2011 au Soudan, elle se qualifie pour la première fois au CHAN de l'édition 2014, qui se déroule en Afrique du Sud au lieu de la Libye, qui étaient initialement censés organiser la seule compétition nationale continentale pour les acteurs locaux.
Lors de leur première participation à la compétition, les Marocains, emmenés par l'entraîneur Hassan Benabicha (qui, en remplacement de Rachid Taoussi, a été chargé de diriger l'équipe quelques jours avant le début de la phase finale), ne passent pas le cap deuxième tour. Rachid Taoussi avait été à l'origine de la qualification des Marocains à la compétition, mais n'a pas eu la chance d'aller plus loin, puisqu'il est remplacé par Benaabicha, qui avait bien fait dans diverses compétitions régionales et internationales à l'époque avec d'autres catégories inférieures). Les deux premiers matches pour les Marocains dans le tournoi se soldent sur deux matchs nuls : 0-0 contre le Zimbabwe et 1-1 contre le Burkina Faso, respectivement. Ce n'est qu'après le troisième match que les locaux parviennent à se qualifier pour le deuxième tour, après une victoire de 3-1 face à l'Ouganda. En quart de finale, le Maroc est battu de manière surprenante par le Nigeria sur le score de 3–4, après avoir mené 3–0 en première période.
En 2016, c'est un autre entraîneur marocain, M'hamed Fakhir qui mène les Marocains à la qualification pour la deuxième fois consécutive au CHAN, organisé au Rwanda. Les Lions de l'Atlas sont alors éliminés au premier tour après avoir terminé troisième de leur groupe. Le dernier match de l'équipe se solde sur une étonnante victoire de 4-1 contre le pays hôte, l'équipe du Rwanda.

### Génération dorée: Double sacre du CHAN (depuis 2018)
Les supporters marocains profitent non seulement de l'organisation du CHAN au Maroc en 2018, mais aussi d'une victoire en tournoi pour leur équipe nationale locale, qui est devenue le troisième pays d'Afrique du Nord à remporter le titre de la compétition, après la Tunisie A' en 2011 et la Libye A' en 2014. Les internationaux marocains entraînés par Jamal Sellami à partir de 2016, affrontent des équipes nationales africaines fortes et expérimentées, notamment en demi-finale et en finale. En phase de poules, les Marocains s'en sortent avec une victoire 4-0 contre la Mauritanie suivie d'une deuxième victoire 3-1 contre la Guinée, avant un match nul sans but contre le Soudan lors du dernier match de groupe. Les Lions de l'Atlas local ont terminé en tête de leur groupe avec 7 points sur 9 pour se qualifier pour les quarts de finale, où ils battent la Namibie sur le score de 2-0 à Casablanca. Le 31 janvier 2018, le Maroc se qualifie pour sa première finale de l'histoire après une victoire de 3-1 face à la Libye, vainqueur du titre 2014, au Stade Mohammed-V de Casablanca. Lors de la finale, Zakaria Hadraf marque les premiers buts à 44e et à la 61e minute.  Walid El Karti élargit le score à la 64e minute, ainsi que Ayoub El Kaabi (meilleur buteur de la compétition) à la 73e minute, avant le premier sacre africain.
En février 2021, le Maroc a remporté son deuxième titre du CHAN après une victoire 2-0 contre le Mali en finale au Cameroun sous Houcine Ammouta. Soufiane Rahimi reçoit la distinction du meilleur footballeur de la compétition et Anas Zniti du meilleur gardien.

### Les Héros en Devenir: Les U23 Marocains Prêts à Briller à la Coupe Arabe et au CHAN, Tandis que Leurs Pairs Remportent la CAN U23
Depuis 2022, le panorama du football des équipes nationales marocaines a connu des évolutions notables, notamment en ce qui concerne le Championnat d'Afrique des Nations (CHAN) et la Coupe Arabe, où ce sont les joueurs locaux de moins de 23 ans (U23) qui seront les protagonistes. En 2022, le Maroc a pris la décision exceptionnelle de ne pas participer au CHAN en raison de divergences politiques avec l'Algérie, une démarche unique parmi les nations concernées. Cette position réaffirme la politique sportive distincte du Maroc et souligne son engagement à faire des choix en fonction de considérations nationales et stratégiques. Cette décision a suscité l'attention des observateurs sportifs et a été interprétée comme une démonstration de l'importance accordée par le Maroc à ses relations politiques et aux enjeux qui lui sont propres.
Parallèlement, en 2023, l'équipe marocaine U23 a brillé en remportant la Coupe d'Afrique des Nations U23, également connue sous le nom de CAN U23. Une particularité marquante de cette victoire est que tous les joueurs de l'équipe U23 remplissaient les critères d'éligibilité, ce qui a renforcé la performance globale de l'équipe. Cette réussite a assuré à l'équipe sa qualification pour les Jeux olympiques de Paris 2024, conférant ainsi une reconnaissance majeure à la stratégie astucieuse du Maroc qui a misé sur la compétition U23 pour garantir sa participation aux JO.
Le Maroc a également pris l'initiative exceptionnelle de mettre en avant son engagement envers le développement des jeunes talents en supprimant sa propre équipe locale pour le Championnat d'Afrique des Nations (CHAN) et en misant sur ses joueurs U23. Cette approche pionnière a fait du Maroc la première et la seule équipe à adopter cette stratégie unique. En se concentrant sur les U23, le Maroc a clairement démontré son souhait de mettre en avant ses futurs talents à travers des compétitions de haut niveau, tout en continuant de promouvoir sa position sur la scène sportive internationale.
En somme, en 2022, le Maroc a pris une décision exceptionnelle de ne pas participer au Championnat d'Afrique des Nations (CHAN) en raison de divergences politiques avec l'Algérie, une démarche unique parmi les nations concernées. Cependant, en 2023, l'équipe U23 marocaine a brillamment remporté la CAN U23 avec tous les joueurs éligibles, ce qui lui a assuré une place aux Jeux olympiques de Paris 2024. Le Maroc a également innové en supprimant son équipe locale pour le CHAN, mettant en avant sa stratégie novatrice pour promouvoir les jeunes talents au niveau international. La perspective de la participation à la Coupe Arabe en 2023 offre une opportunité significative de renforcer les liens sportifs et de mettre en avant les talents locaux, si cette compétition se concrétise

## Résultats

### Parcours enChampionnat d'Afrique des nations de football
| 2009 | Tour préliminaire |
| 2011 | Tour préliminaire |
| 2014 | Quart-de-finale   |
| 2016 | Premier tour      |
| 2018 | Vainqueur         |
| 2020 | Vainqueur         |
| 2022 | Forfait           |

## Équipe actuelle
Le sélectionneur national, Tarik Sektioui, dévoile la liste suivante pour prendre part au Championnat d'Afrique des nations qui se déroule du 2 au 30 août 2025 au Kenya, Tanzanie et Ouganda.
Ceci est la documentation du modèle {{Équipe du Maroc de football A'}}. 

## Utilisation
- {{Équipe du Maroc de football A'}}

Le modèle s’utilise sans paramètre.
La documentation de ce modèle est générée par le modèle {{Documentation modèle sans paramètre}}.
Les éditeurs peuvent travailler dans le bac à sable (créer) et la page de test (créer).
Voir les statistiques d'utilisation du modèle sur l'outil wstat.

## Palmarès

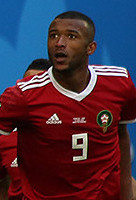
Ayoub El Kaabi, le meilleur joueur et buteur du CHAN 2018.

Championnat d'Afrique des nations (2)
- Vainqueur :  (2018, 2020)

Coupe arabe des nations (1)
- Vainqueur :  (2012)

### Distinctions personnelles
Meilleurs joueurs du championnat d'Afrique des nations (2)
- Ayoub El Kaabi (2018)
- Soufiane Rahimi (2020)

Meilleurs buteurs du championnat d'Afrique des nations (2)
- Ayoub El Kaabi avec 9 buts (2018)
- Soufiane Rahimi avec 5 buts (2020)

Meilleurs gardien du championnat d'Afrique des nations (1)
- Anas Zniti (2020)

Meilleurs joueurs du Coupe arabe des nations (1)
- Yassine Salhi (2012)

Meilleurs buteurs du Coupe arabe des nations (1)
- Yassine Salhi avec 6 buts (2012)

## Sélectionneurs
| - Hamadi Hamidouch (1979-1982) - Valenté (1982-1984) - José Faria (1984-1988) - Éric Gerets (2010-2012) - Rachid Taoussi (2012-2013) - Hassan Benabicha (2013-2014) - Mhamed Fakhir (2014-2016) - Jamal Sellami (2016-2019) - Houcine Ammouta (2019-) |

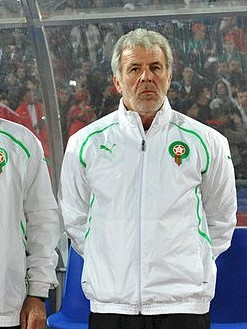
Eric Gerets, sélectionneur de l'équipe du Maroc A' de 2010 à 2012.
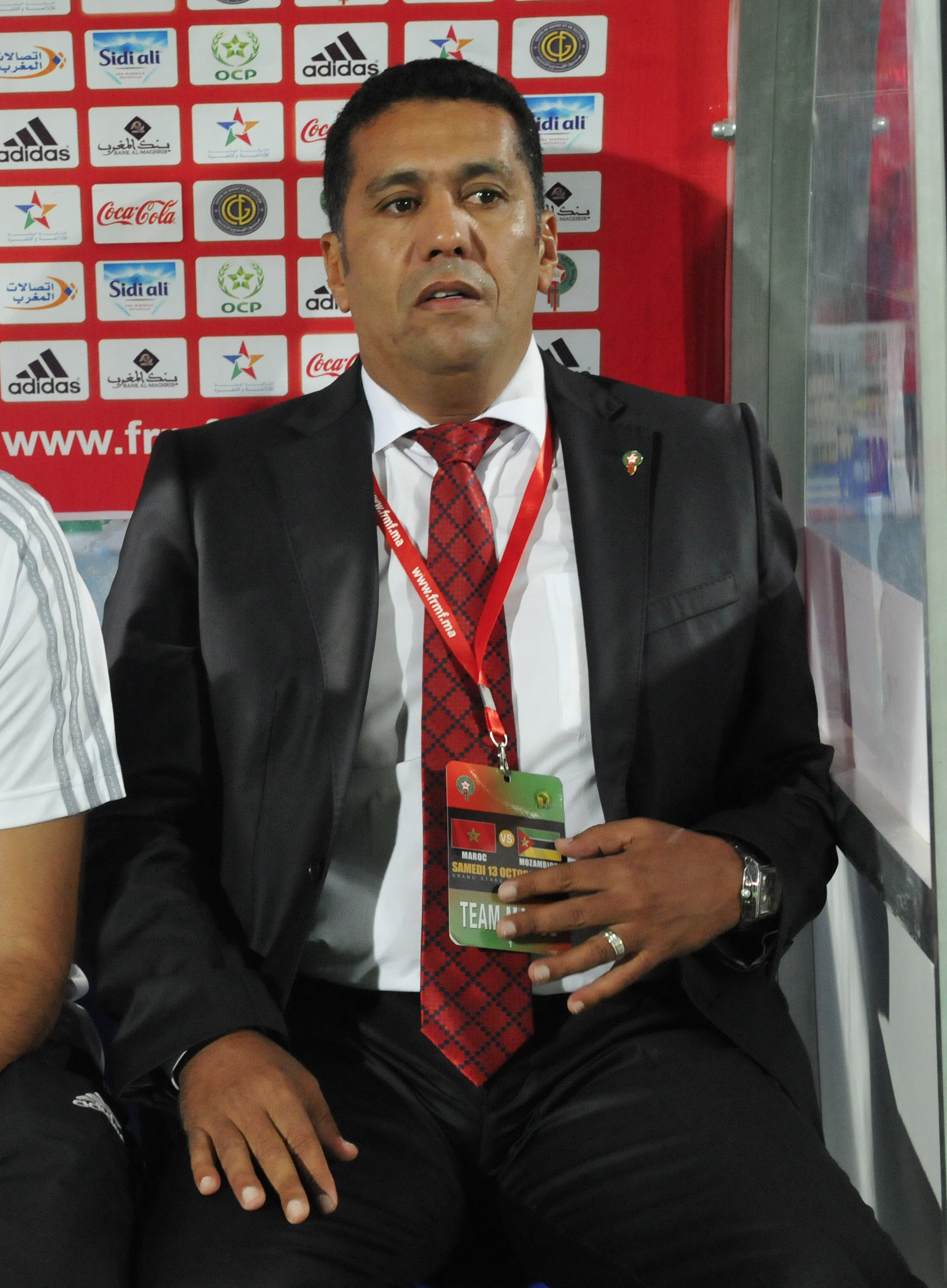
Rachid Taoussi, sélectionneur de 2012 à 2013.
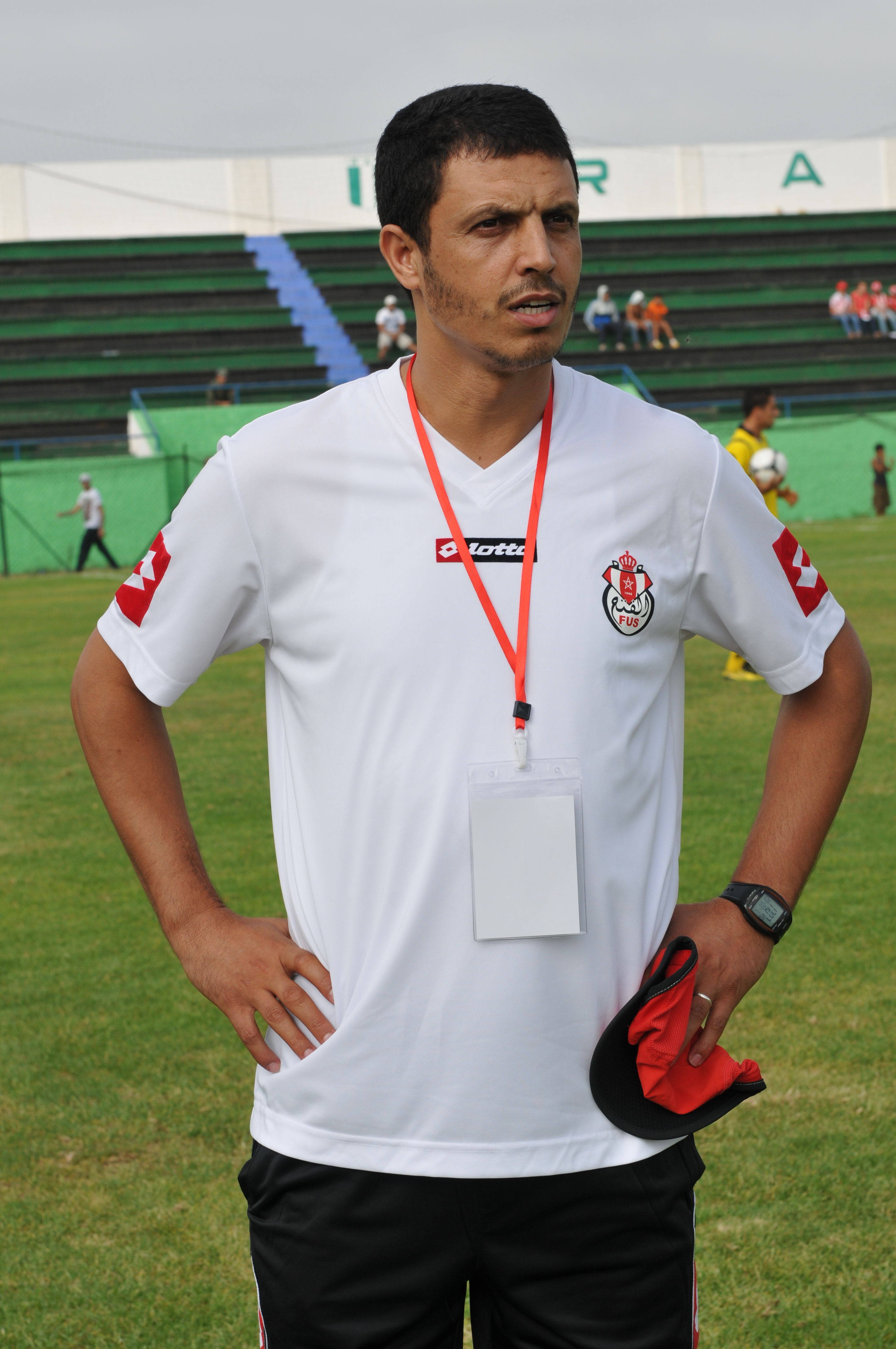
Jamal Sellami, sélectionneur de 2016 à 2019.
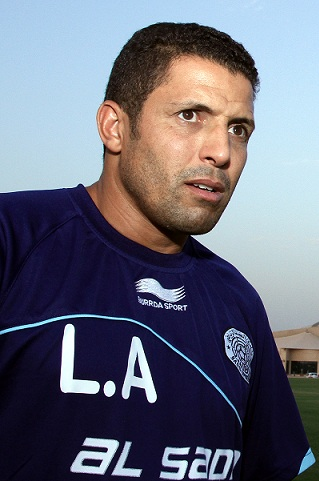
Houcine Amoutta, sélectionneur actuel.